# WWF in Your House

Logo du pay-per-view In Your House

In Your House était une série de pay per view créée par la World Wrestling Federation. L'idée originale résidait dans le fait que pendant les mois où il n'y avait pas les principaux PPV de la WWF (WrestleMania, King of the Ring, SummerSlam, Survivor Series et le Royal Rumble, qui à l'époque duraient trois heures et coûtaient 29,95 dollar américain), ils allaient proposer un PPV de deux heures pour un montant de 19,95 dollar américain. Cette idée a par la suite été abandonné quand la World Championship Wrestling (WCW) a commencé à proposer des PPV mensuels d'une durée de trois heures, forçant la WWF à faire de même. La WWE maintenant produit ses PPV avec des noms officiels et uniques au lieu de In Your House.
Les shows étaient numérotés, en tant que In Your House #1, #2 et ainsi de suite, seul un sous-titre spécial était rajouté, comme It's Time (« C'est l'Heure » / la catchphrase de Vader), Buried Alive (« Enterré Vivant » / décrivant le main event de la soirée), A Cold Day In Hell (« Un Jour Froid En Enfer » / contrastant les personnalités des deux main-eventers Steve Austin et The Undertaker), Rock Bottom (la prise de finition de The Rock et le symbole du déclin de son adversaire Mankind), St. Valentine's Day Massacre (un violent PPV prenant place le jour de la Saint-Valentin), et beaucoup d'autres. Au fur et à mesure, les sous-titres devenaient les principaux titres (par exemple le PPV n'était plus nommé In Your House: Fully Loaded mais plutôt Fully Loaded: In Your House), jusqu'à ce que ces appellations disparaissent pour No Way Out, Backlash, Judgment Day et Unforgiven.

## In Your House 1: Première
14 mai 1995 au Onondaga War Memorial de Syracuse, New York.
| #                                                          | Résultats                                                                       | Stipulations                                     | Durée |
| ---------------------------------------------------------- | ------------------------------------------------------------------------------- | ------------------------------------------------ | ----- |
| Dark match                                                 | Jean-Pierre Lafitte bat Bob Holly                                               | Match simple                                     | N/A   |
| Dark match                                                 | Bam Bam Bigelow bat Tatanka                                                     | Match simple                                     | N/A   |
| Dark match                                                 | The Undertaker bat Kama                                                         | Match simple                                     | N/A   |
| Dark match                                                 | Davey Boy Smith vs Owen Hart pour un match nul à la suite d'une limite de temps | Match simple                                     | 15:00 |
| 1                                                          | Bret Hart bat Hakushi (avec Shinja)                                             | Match simple                                     | 14:39 |
| 2                                                          | Razor Ramon bat Jeff Jarrett et The Roadie                                      | Handicap match                                   | 12:36 |
| 3                                                          | Mabel bat Adam Bomb                                                             | Match simple                                     | 01:54 |
| 4                                                          | Owen Hart et Yokozuna (c) battent The Smokin' Gunns (Billy et Bart)             | Tag team match pour le WWF Tag Team Championship | 05:44 |
| 5                                                          | Jerry Lawler bat Bret Hart                                                      | Match simple                                     | 05:01 |
| 6                                                          | Diesel (c) bat Sycho Sid par disqualification                                   | Match simple pour conserver le WWF Championship  | 11:31 |
| (c) désigne le champion défendant son titre dans le match. |                                                                                 |                                                  |       |

## In Your House 2: The Lumberjacks
23 juillet 1995 au Municipal Auditorium de Nashville au Tennessee.
| #                                                          | Résultats                                                                 | Stipulations                                           | Durée |
| ---------------------------------------------------------- | ------------------------------------------------------------------------- | ------------------------------------------------------ | ----- |
| Dark match                                                 | Skip bat Aldo Montoya (4 min)                                             | Match simple                                           | 04:00 |
| Dark match                                                 | Bret Hart bat Jean-Pierre Lafitte                                         | Match simple                                           | 13:26 |
| Dark match                                                 | The Undertaker bat Kama                                                   | Casket match                                           | 14:50 |
| 1                                                          | The Roadie bat The 1-2-3 Kid                                              | Match simple                                           | 07:26 |
| 2                                                          | Men on a Mission (King Mabel et Sir Mo) battent Razor Ramon et Savio Vega | Tag team match                                         | 10:09 |
| 3                                                          | Bam Bam Bigelow bat Henry Godwinn                                         | Match simple                                           | 05:33 |
| 4                                                          | Shawn Michaels bat Jeff Jarrett (c) (avec The Roadie)                     | Match simple pour le WWF Intercontinental Championship | 20:01 |
| 5                                                          | Owen Hart et Yokozuna (c) battent Lex Luger et Davey Boy Smith            | Tag team match pour le WWF Tag Team Championship       | 10:54 |
| 6                                                          | Diesel (c) bat Sycho Sid                                                  | Lumberjack match pour le WWF Championship              | 10:06 |
| (c) désigne le champion défendant son titre dans le match. |                                                                           |                                                        |       |

## In Your House 3: Triple Header
24 septembre 1995 au Saginaw Civic Center de Saginaw dans le Michigan.
| #                                                          | Résultats                                                        | Stipulations                                     | Durée |
| ---------------------------------------------------------- | ---------------------------------------------------------------- | ------------------------------------------------ | ----- |
| Dark match                                                 | Fatu bat Hunter Hearst Helmsley                                  | Match simple                                     | N/A   |
| Dark match                                                 | Goldust bat Bob Holly                                            | Match simple                                     | N/A   |
| Dark match                                                 | Ahmed Johnson bat Skip                                           | Match simple                                     | N/A   |
| Dark match                                                 | The Undertaker bat Mabel                                         | Match simple                                     | 07:04 |
| 1                                                          | Savio Vega bat Waylon Mercy                                      | Match simple                                     | 07:06 |
| 2                                                          | Sycho Sid bat Henry Godwinn                                      | Match simple                                     | 07:23 |
| 3                                                          | Davey Boy Smith bat Bam Bam Bigelow                              | Match simple                                     | 12:00 |
| 4                                                          | Dean Douglas bat Razor Ramon                                     | Match simple                                     | 14:53 |
| 5                                                          | Bret Hart bat Jean-Pierre Lafitte                                | Match simple                                     | 16:37 |
| 6                                                          | Diesel et Shawn Michaels battent Yokozuna et Davey Boy Smith (c) | Tag team match pour le WWF Tag Team Championship | 15:42 |
| (c) désigne le champion défendant son titre dans le match. |                                                                  |                                                  |       |

## In Your House 4: Great White North
22 octobre 1995 au Winnipeg Arena de Winnipeg dans le Manitoba.
| #                                                          | Résultats                                                                  | Stipulations                                           | Commentaires                                                           | Durée |
| ---------------------------------------------------------- | -------------------------------------------------------------------------- | ------------------------------------------------------ | ---------------------------------------------------------------------- | ----- |
| Dark match                                                 | Bob Holly bat Rad Radford                                                  | Match simple                                           |                                                                        | N/A   |
| Dark match                                                 | Henry Godwinn bat Sycho Sid                                                | Match simple                                           |                                                                        | N/A   |
| Dark match                                                 | Bret Hart bat Isaac Yankem                                                 | Match simple                                           |                                                                        | 14:10 |
| Dark match                                                 | Owen Hart et Yokozuna battent Savio Vega et Bam Bam Bigelow                | Tag team match                                         |                                                                        | N/A   |
| 1                                                          | Hunter Hearst Helmsley bat Fatu                                            | Match simple                                           |                                                                        | 08:06 |
| 2                                                          | The Smokin' Gunns (c) (Billy et Bart) battent The 1-2-3 Kid et Razor Ramon | Tag team match pour le WWF Tag Team Championship       |                                                                        | 12:46 |
| 3                                                          | Goldust bat Marty Jannetty                                                 | Match simple                                           |                                                                        | 11:15 |
| 4                                                          | Yokozuna vs Mabel (double décompte à l'extérieur)                          | Match simple                                           |                                                                        | 05:12 |
| 5                                                          | Dean Douglas bat Shawn Michaels (c)                                        | Match simple pour le WWF Intercontinental Championship | - Douglas remporter le titre par forfait de Michaels inapte à catcher. | 00:00 |
| 6                                                          | Razor Ramon bat Dean Douglas (c)                                           | Match simple pour le WWF Intercontinental Championship |                                                                        | 11:01 |
| 7                                                          | Davey Boy Smith bat Diesel (c) par disqualification                        | Match simple pour le WWF Championship                  | - Le titre ne change pas de main                                       | 18:14 |
| (c) désigne le champion défendant son titre dans le match. |                                                                            |                                                        |                                                                        |       |

## In Your House 5: Season's Beatings
17 décembre 1995 au Hersheypark Arena de Hershey en Pennsylvanie.
| #                                                          | Résultats | Stipulations                          | Durée |
| ---------------------------------------------------------- | --- | ------------------------------------- | ----- |
| Dark match                                                 | Savio Vega bat Bob Backlund                                                                                                 | Match simple                          | N/A   |
| Dark match                                                 | Goldust bat Duke Droese | Match simple                          | N/A   |
| Dark match                                                 | The Smokin' Gunns (Billy et Bart), Hakushi et Barry Horowitz battent The Bodydonnas (Skip et Zip), Yokozuna et Isaac Yankem | 4-Man Tag Team Match                  | N/A   |
| 1                                                          | Razor Ramon et Marty Jannetty battent The 1-2-3 Kid et Sycho Sid                                                            | Tag team match                        | 12:22 |
| 2                                                          | Ahmed Johnson bat Buddy Landel (avec Dean Douglas)                                                                          | Match simple                          | 00:45 |
| 3                                                          | Hunter Hearst Helmsley bat Henry Godwinn (avec Hillbilly Jim en tant qu'arbitre spécial)                                    | Arkansas Hog Pen match                | 08:58 |
| 4                                                          | Owen Hart bat Diesel par disqualification                                                                                   | Match simple                          | 04:34 |
| 5                                                          | The Undertaker bat King Mabel (avec Sir Mo)                                                                                 | Casket match                          | 06:11 |
| 6                                                          | Bret Hart (c) bat The British Bulldog (avec Jim Cornette et Diana Smith)                                                    | Match simple pour le WWF Championship | 21:09 |
| (c) désigne le champion défendant son titre dans le match. | |                                       |       |

## In Your House 6: Rage in the Cage
18 février 1996 au Louisville Gardens de Louisville au Kentucky.
| #                                                          | Résultats                                                                              | Stipulations                                           | Durée |
| ---------------------------------------------------------- | -------------------------------------------------------------------------------------- | ------------------------------------------------------ | ----- |
| Dark match                                                 | Jake Roberts bat Tatanka (avec Ted DiBiase)                                            | Match simple                                           | 05:36 |
| Dark match                                                 | Ahmed Johnson bat Isaac Yankem                                                         | Match simple                                           | N/A   |
| Dark match                                                 | The Godwinns (Henry et Phineas) battent The Bodydonnas (Skip et Zip)                   | Tag team match                                         | N/A   |
| Dark match                                                 | The Undertaker bat Goldust (c) par décompte à l'extérieur (pas de changement de titre) | Match simple pour le WWF Intercontinental Championshop | 13:40 |
| 1                                                          | Razor Ramon bat The 1-2-3 Kid (avec Ted DiBiase)                                       | « Crybaby Match »                                      | 12:01 |
| 2                                                          | Hunter Hearst Helmsley bat Duke Droese                                                 | Match simple                                           | 09:40 |
| 3                                                          | Yokozuna bat The British Bulldog (avec Jim Cornette) par disqualification              | Match simple                                           | 05:05 |
| 4                                                          | Shawn Michaels bat Owen Hart (avec Jim Cornette)                                       | Match simple                                           | 15:57 |
| 5                                                          | Bret Hart (c) bat Diesel                                                               | Steel cage match pour le WWF Championship              | 19:13 |
| (c) désigne le champion défendant son titre dans le match. |                                                                                        |                                                        |       |

## In Your House 7: Good Friends, Better Enemies
28 avril 1996 au Omaha Civic Auditorium d'Omaha au Nebraska.
| #                                                          | Résultats                                                                                 | Stipulations                                           | Durée |
| ---------------------------------------------------------- | ----------------------------------------------------------------------------------------- | ------------------------------------------------------ | ----- |
| Dark match                                                 | Marc Mero (avec Sable) bat The 1-2-3 Kid (avec Ted DiBiase) par disqualification          | Match simple                                           | 07:17 |
| Dark match                                                 | Savio Vega bat Steve Austin                                                               | Match simple                                           | 10:38 |
| Dark match                                                 | Hunter Hearst Helmsley bat Marc Mero                                                      | Match simple                                           | 14:10 |
| Dark match                                                 | The Undertaker bat Mankind                                                                | Match simple                                           | 13:24 |
| 1                                                          | The British Bulldog et Owen Hart battent Jake Roberts et Ahmed Johnson                    | Tag team match                                         | 13:47 |
| 2                                                          | The Ultimate Warrior bat Goldust par décompte à l'extérieur (pas de changement de titre). | Match simple pour le WWF Intercontinental Championship | 07:38 |
| 3                                                          | Vader bat Razor Ramon                                                                     | Match simple                                           | 14:49 |
| 4                                                          | The Bodydonnas (c) (Skip et Zip) battent The Godwinns (Henry et Phinneas)                 | Tag team match pour le WWF Tag Team Championship       | 07:17 |
| 5                                                          | Shawn Michaels (c) bat Diesel                                                             | No Holds Barred match pour le WWF Championship         | 17:53 |
| (c) désigne le champion défendant son titre dans le match. |                                                                                           |                                                        |       |

## In Your House 8: Beware of Dog
26 mai 1996 au Florence Civic Center de Florence en Caroline du Sud.
| # | Résultats | Stipulations                                           | Durée |
| --- | --- | ------------------------------------------------------ | ----- |
| Free for All match                                                                                            | The Smokin' Gunns (Billy et Bart) battent The Godwinns (c) (Henry et Phineas) (avec Sunny)                               | Tag team match pour le WWF Tag Team Championship       | 04:57 |
| Free for All match                                                                                            | Bob Holly bat Isaac Yankem                                                                                               | Match simple                                           | N/A   |
| Dark match | Ahmed Johnson bat Jerry Lawler                                                                                           | Match simple                                           | 07:00 |
| Dark match | The Ultimate Warrior bat Owen Hart                                                                                       | Match simple                                           | 04:00 |
| 1 | Marc Mero bat Hunter Hearst Helmsley                                                                                     | Match simple                                           | 16:23 |
| Une coupure fait sauter l'alimentation électrique de l'arena, les matchs suivants ont donc lieu dans le noir. | |                                                        |       |
| 2 | Savio Vega bat Steve Austin (avec Ted DiBiase)                                                                           | Caribbean Strap match                                  | 15:00 |
| 3 | Yokozuna bat Vader (avec Jim Cornette)                                                                                   | Match simple                                           | 03:00 |
| 4 | Goldust (c) bat The Undertaker grâce à l'intervention de Steve Austin, Vader, Justin Bradshaw, et Issac Yankem.          | Casket match pour le WWF Intercontinental Championship | 08:00 |
| 5 | Jake "The Snake" Roberts bat Justin Bradshaw                                                                             | Match simple                                           | 00:30 |
| Le courant est rétabli peu avant le main event.                                                               | |                                                        |       |
| 6 | WWF Champion Shawn Michaels (c) vs The British Bulldog (double tombé résultant un match nul, Michaels conserve le titre) | Match simple pour le WWF Championship                  | 17:21 |
| (c) désigne le champion défendant son titre dans le match.                                                    | |                                                        |       |

## In Your House 8: Beware of Dog 2
28 mai 1996 au North Charleston Coliseum de North Charleston en Caroline du Sud.
En raison de la coupure de courant, le PPV est reporté deux jours après.
| #                                                          | Résultats | Stipulations                                           | Commentaires                                                                  | Durée |
| ---------------------------------------------------------- | --- | ------------------------------------------------------ | ----------------------------------------------------------------------------- | ----- |
| 1                                                          | Marc Mero bat Hunter Hearst Helmsley                                                                                     | Match simple                                           | - C'était une rediffusion du premier Beware of Dog.                           | 16:23 |
| 2                                                          | WWF Champion (c) Shawn Michaels vs The British Bulldog (double tombé résultant un match nul, Michaels conserve le titre) | Match simple pour le WWF Championship                  | - C'était une rediffusion du premier Beware of Dog.                           | 17:21 |
| 3                                                          | Savio Vega bat Steve Austin (avec Ted DiBiase)                                                                           | Caribbean Strap match.                                 | - À la suite de la défaite d'Austin, DiBiase doit quitter la WWF.             | 21:27 |
| 4                                                          | Vader (avec Jim Cornette) bat Yokozuna                                                                                   | Match simple                                           |                                                                               | 08:53 |
| 5                                                          | Goldust (c) bat The Undertaker                                                                                           | Casket match pour le WWF Intercontinental Championship | - Il gagne grâce à l'intervention de Mankind qui se cachait dans le cercueil. | 12:36 |
| (c) désigne le champion défendant son titre dans le match. | |                                                        |                                                                               |       |

## In Your House 9: International Incident
21 juillet 1996 au General Motors Place de Vancouver en Colombie-Britannique au Canada
| #                                                          | Résultats | Stipulations         | Durée |
| ---------------------------------------------------------- | --- | -------------------- | ----- |
| Dark match                                                 | Justin Bradshaw bat Savio Vega | Match simple         | 04:44 |
| 1                                                          | The Bodydonnas (Skip et Zip) battent The Smokin' Gunns (Billy et Bart)                                                                | Tag team match       | 13:05 |
| 2                                                          | Mankind bat Henry Godwinn | Match simple         | 06:54 |
| 3                                                          | Steve Austin bat Marc Mero | Match simple         | 10:48 |
| 4                                                          | The Undertaker bat Goldust par disqualification                                                                                       | Match simple         | 12:07 |
| 5                                                          | Vader, Owen Hart, et The British Bulldog (avec Jim Cornette) battent Shawn Michaels, Sycho Sid, et Ahmed Johnson (avec Jose Lothario) | 6-Man Tag Team Match | 24:32 |
| (c) désigne le champion défendant son titre dans le match. | |                      |       |

## In Your House 10: Mind Games
22 septembre 1996 au CoreStates Center de Philadelphie en Pennsylvanie.
| #                                                          | Résultats                                                                                   | Stipulations                                     | Durée |
| ---------------------------------------------------------- | ------------------------------------------------------------------------------------------- | ------------------------------------------------ | ----- |
| Dark match                                                 | Savio Vega bat Marty Jannetty                                                               | Match simple                                     | 05:22 |
| Dark match                                                 | Jake Roberts bat Hunter Hearst Helmsley                                                     | Match simple                                     | 08:30 |
| Dark match                                                 | Faarooq bat Marc Mero                                                                       | Match simple                                     | 06:23 |
| Dark match                                                 | Sycho Sid bat Vader                                                                         | Match simple                                     | 09:10 |
| 1                                                          | Savio Vega bat Justin Bradshaw                                                              | Caribbean Strap match                            | 07:09 |
| 2                                                          | Jose Lothario bat Jim Cornette                                                              | Match simple                                     | 00:56 |
| 3                                                          | Owen Hart et The British Bulldog battent The Smokin' Gunns (c) (Billy et Bart) (avec Sunny) | Tag team match pour le WWF Tag Team Championship | 10:59 |
| 4                                                          | Mark Henry bat Jerry Lawler                                                                 | Match simple                                     | 05:13 |
| 5                                                          | The Undertaker bat Goldust (avec Marlena)                                                   | Curtain Call match                               | 10:23 |
| 6                                                          | Shawn Michaels (c) (avec Jose Lothario) bat Mankind (avec Paul Bearer)                      | Match simple pour le WWF Championship            | 26:25 |
| (c) désigne le champion défendant son titre dans le match. |                                                                                             |                                                  |       |

## In Your House 11: Buried Alive
20 octobre 1996 au Market Square Arena d'Indianapolis en Indiana.
| #                                                          | Résultats                                                                                | Stipulations                                           | Durée |
| ---------------------------------------------------------- | ---------------------------------------------------------------------------------------- | ------------------------------------------------------ | ----- |
| Free for All match                                         | The Stalker bat Justin Bradshaw                                                          | Match simple                                           | 20:00 |
| Dark match                                                 | The Godwinns (Henry et Phineas) battent The New Rockers (Marty Jannetty et Leif Cassidy) | Tag team match                                         | 06:00 |
| Dark match                                                 | Shawn Michaels (c) bat Goldust (avec Marlena)                                            | Match simple pour le WWF Championship                  | 13;35 |
| 1                                                          | Steve Austin bat Hunter Hearst Helmsley                                                  | Match simple                                           | 15:30 |
| 2                                                          | Owen Hart et The British Bulldog (c) battent The Smokin' Gunns (Billy et Bart)           | Tag team match pour le WWF Tag Team Championship       | 09:17 |
| 3                                                          | Marc Mero (c) (avec Sable) bat Goldust (avec Marlena)                                    | Match simple pour le WWF Intercontinental Championship | 11:38 |
| 4                                                          | Sycho Sid bat Vader (avec Jim Cornette)                                                  | Match simple                                           | 08:00 |
| 5                                                          | The Undertaker bat Mankind (avec Paul Bearer)                                            | Le tout premier Buried Alive match                     | 18:25 |
| (c) désigne le champion défendant son titre dans le match. |                                                                                          |                                                        |       |

## In Your House 12: It's Time
15 décembre 1996 au West Palm Beach Auditorium de West Palm Beach en Floride.
| #                                                          | Résultats | Stipulations                                           | Durée |
| ---------------------------------------------------------- | --- | ------------------------------------------------------ | ----- |
| Free for All match                                         | Rocky Maivia bat Salvatore Sincere par disqualification                                                       | Match simple                                           | 06:01 |
| Dark match                                                 | Brakkus bat Dr. X                                                                                             | Match simple                                           | N/A   |
| Dark match                                                 | Steve Austin bat Goldust                                                                                      | Match simple                                           | 11:04 |
| 1                                                          | Flash Funk bat Leif Cassidy                                                                                   | Match simple                                           | 10:34 |
| 2                                                          | Owen Hart et The British Bulldog (c) battent Razor Ramon II et Diesel II                                      | Tag team match pour le WWF Tag Team Championship       | 10:45 |
| 3                                                          | Marc Mero (avec Sable) bat Hunter Hearst Helmsley (c) par décompte à l'extérieur (pas de changement de titre) | Match simple pour le WWF Intercontinental Championship | 14:03 |
| 4                                                          | The Undertaker bat The Executioner (avec Paul Bearer)                                                         | Armageddon Rules Match                                 | 11:31 |
| 5                                                          | Sycho Sid (c) bat Bret Hart                                                                                   | Match simple pour le WWF Championship                  | 17:03 |
| (c) désigne le champion défendant son titre dans le match. | |                                                        |       |

## In Your House 13: Final Four
16 février 1997 au UTC Arena de Chattanooga au Tennessee.
| #                                                          | Résultats | Stipulations                                                   | Durée |
| ---------------------------------------------------------- | --- | -------------------------------------------------------------- | ----- |
| Dark match                                                 | The Godwinns (Henry et Phineas) battent The Headbangers (Mosh et Thrasher)                                           | Tag team match                                                 | N/A   |
| 1                                                          | Marc Mero (avec Sable) bat Leif Cassidy                                                                              | Match simple                                                   | 09:30 |
| 2                                                          | The Nation of Domination (Faarooq, Crush et Savio Vega) battent Bart Gunn, Goldust et Flash Funk                     | 6-Man Tag Team Match                                           | 06:42 |
| 3                                                          | Rocky Maivia (c) bat Hunter Hearst Helmsley                                                                          | Match simple pour le WWF Intercontinental Championship         | 12:30 |
| 4                                                          | Doug Furnas et Phil LaFon battent Owen Hart et The British Bulldog par disqualification (pas de changement de titre) | Tag team match pour le WWF Tag Team Champions                  | 10:30 |
| 5                                                          | Bret Hart bat Steve Austin, Vader (avec Paul Bearer) et The Undertaker                                               | Four Corners Elimination match pour le vacant WWF Championship | 24:05 |
| (c) désigne le champion défendant son titre dans le match. | |                                                                |       |

## In Your House 14: Revenge of the 'Taker
20 avril 1997 au War Memorial Auditorium de Rochester, New York.
| #                                                          | Résultats | Stipulations                                       | Durée |
| ---------------------------------------------------------- | --- | -------------------------------------------------- | ----- |
| Free for All match                                         | The Sultan bat Flash Funk | Match simple                                       | 02:55 |
| 1                                                          | The Legion of Doom (Hawk et Animal) battent Owen Hart et The British Bulldog (c) par disqualification (pas de changement de titre) | Tag team match pour le WWF Tag Team Champions      | 10:11 |
| 2                                                          | Savio Vega bat Rocky Maivia (c) par décompte à l'extérieur (pas de changement de titre)                                            | Match simple pour le WWF Intercontinental Champion | 08:33 |
| 3                                                          | Jesse James bat Rockabilly (avec The Honky Tonk Man)                                                                               | Match simple                                       | 06:46 |
| 4                                                          | The Undertaker (c) bat Mankind (avec Paul Bearer)                                                                                  | Match simple pour le WWF Championship              | 17:26 |
| 5                                                          | Steve Austin bat Bret Hart | Match simple                                       | 21:09 |
| (c) désigne le champion défendant son titre dans le match. | |                                                    |       |

## In Your House 15: A Cold Day in Hell
11 mai 1997 au Richmond Coliseum de Richmond en Virginie.
| #                                                          | Résultats | Stipulations                                     | Durée |
| ---------------------------------------------------------- | --- | ------------------------------------------------ | ----- |
| Free for All match                                         | Rockabilly bat Jesse James | Match simple                                     | 03:36 |
| Dark match                                                 | The Legion of Doom (Hawk et Animal) battent Owen Hart et The British Bulldog par disqualification (pas de changement de titre) | Tag team match pour le WWF Tag Team Championship | 05:00 |
| 1                                                          | Hunter Hearst Helmsley (avec Chyna) bat Flash Funk                                                                             | Match simple                                     | 10:05 |
| 2                                                          | Mankind bat Rocky Maivia | Match simple                                     | 08:46 |
| 3                                                          | Ahmed Johnson bat Crush | Match simple                                     | 05:38 |
| 4                                                          | Ahmed Johnson bat Savio Vega par disqualification                                                                              | Match simple                                     | 05:37 |
| 5                                                          | Faarooq bat Ahmed Johnson | Match simple                                     | 02:10 |
| 6                                                          | Ken Shamrock bat Vader | No Holds Barred match                            | 13:21 |
| 7                                                          | The Undertaker (c) bat Steve Austin                                                                                            | Match simple pour le WWF Championship            | 20:06 |
| (c) désigne le champion défendant son titre dans le match. | |                                                  |       |

## In Your House 16: Canadian Stampede
6 juillet 1997 au Saddledome de Calgary, Alberta, Canada.
| #                                                          | Résultats | Stipulations                         | Durée |
| ---------------------------------------------------------- | --- | ------------------------------------ | ----- |
| Free for All match                                         | The Godwinns (Henry et Phineas) battent The New Blackjacks (Blackjack Windham et Blackjack Bradshaw)                                                                               | Tag team match                       | 05:32 |
| 1                                                          | Mankind vs Hunter Hearst Helmsley (avec Chyna) (double décompte à l'extérieur) | Match simple                         | 13:14 |
| 2                                                          | The Great Sasuke bat TAKA Michinoku | Match simple                         | 10:00 |
| 3                                                          | The Undertaker (c) bat Vader | Match simple pour le WWF Championshp | 12:39 |
| 4                                                          | The Hart Foundation (Bret Hart, Jim Neidhart, Owen Hart, The British Bulldog et Brian Pillman) battent Steve Austin, Ken Shamrock, Goldust, et The Legion of Doom (Hawk et Animal) | 10-Man Tag Team Match                | 24:31 |
| (c) désigne le champion défendant son titre dans le match. | |                                      |       |

## In Your House 17: Ground Zero
7 septembre 1997 au Louisville Gardens de Louisville au Kentucky.
| #                                                          | Résultats | Stipulations                                                                                 | Durée |
| ---------------------------------------------------------- | --- | -------------------------------------------------------------------------------------------- | ----- |
| 1                                                          | Brian Pillman bat Goldust (avec Marlena) | Match simple                                                                                 | 11:06 |
| 2                                                          | Brian Christopher bat Scott Putski | Match simple                                                                                 | 04:45 |
| 3                                                          | Savio Vega bat Crush et Faarooq | Triple Threat match                                                                          | 11:37 |
| 4                                                          | Max Mini bat El Torito | Match simple                                                                                 | 09:21 |
| 5                                                          | The Headbangers (Mosh et Thrasher) bat The Legion of Doom (Hawk et Animal), The Godwinns (Henry et Phineas) et Owen Hart & The British Bulldog | Fatal-Four Way Elimination Tag team match pour remporter le vacant WWF Tag Team Championship | 17:15 |
| 6                                                          | Bret Hart (c) bat The Patriot | Match simple pour le WWF Championship                                                        | 19:20 |
| 7                                                          | Shawn Michaels vs The Undertaker (double disqualification)                                                                                     | Match simple                                                                                 | 16:20 |
| (c) désigne le champion défendant son titre dans le match. | |                                                                                              |       |

## In Your House 18: Badd Blood
5 octobre 1997 au Kiel Center de St. Louis, Missouri.
L'après-midi précédant le show, Brian Pillman, qui devait affronter Dude Love, a été retrouvé mort dans sa chambre d'hôtel. L'annonce a été faite aux fans juste avant l'enregistrement du show.
| #                                                          | Résultats | Stipulations                                                  | Commentaires | Durée |
| ---------------------------------------------------------- | --- | ------------------------------------------------------------- | --- | ----- |
| 1                                                          | Nation of Domination (Rocky Maivia, Kama Mustafa et D'Lo Brown) battent The Legion of Doom (Hawk et Animal)                                        | Handicap match                                                | - Maivia a effectué le tombé sur Hawk après un Rock Bottom. | 12:20 |
| 2                                                          | Max Mini et Nova battent Tarantula et Mosaic | Tag team match                                                | - Max a réalisé le compte de trois sur Tarantula. | 06:43 |
| 3                                                          | The Godwinns (Henry et Phineas) (avec Uncle Cletus) battent The Headbangers (c) (Mosh et Thrasher)                                                 | Tag team match pour le WWF Tag Team Championship              | - Phineas a effectué le tombé sur Mosh après un Powerbomb. | 12:17 |
| 4                                                          | Owen Hart bat Faarooq | Match simple pour le vacant WWF Intercontinental Championship | - Owen a effectué le tombé sur Faarooq après que Steve Austin l'a frappé avec la ceinture du titre IC . C'était la finale d'un tournoi à 8 hommes.                                                    | 07:12 |
| 5                                                          | Disciples of Apocalypse (Crush, Chainz, 8-Ball et Skull) battent Los Boricuas (Savio Vega, Jesus Castillo, Jose Estrada, Jr. et Miguel Perez, Jr.) | 8-Man Tag Team Match                                          | - Crush a effectué le tombé sur Castillo après un Tilt-a-Whirl backbreaker. | 09:11 |
| 6                                                          | Bret Hart et The British Bulldog battent Vader et The Patriot                                                                                      | Flag Match                                                    | - Hart a effectué le tombé sur Patriot avec un Roll-up. | 23:13 |
| 7                                                          | Shawn Michaels bat The Undertaker dans Le tout premier Hell in a Cell Match                                                                        | Hell in a Cell Match                                          | - Michaels a effectué le tombé sur Undertaker après que le "frère" de ce dernier Kane faisait son début et Tombstonait Undertaker pour rendre Michaels challenger numéro un pour le WWF Championship. | 30:00 |
| (c) désigne le champion défendant son titre dans le match. | |                                                               | |       |

## In Your House 19: D-Generation X
7 décembre 1997 au Springfield Civic Center de Springfield dans le Massachusetts.
| #                                                          | Résultats | Stipulations                                                   | Commentaires                                                                              | Durée |
| ---------------------------------------------------------- | --- | -------------------------------------------------------------- | ----------------------------------------------------------------------------------------- | ----- |
| 1                                                          | TAKA Michinoku bat Brian Christopher                                                                                                   | Match simple pour le vacant WWF Light Heavyweight Championship | - Ce match était une finale d'un tournoi comptant pour le titre LH remis au goût du jour. | 12:02 |
| 2                                                          | Los Boricuas (Miguel Pérez, Jr., Jesus Castillo, Jr., et Jose Estrada, Jr.) battent Disciples of Apocalypse (Chainz, Skull, et 8-Ball) | 6-Man Tag Team Match                                           |                                                                                           | 07:58 |
| 3                                                          | Butterbean bat Marc Mero par disqualification                                                                                          | "Toughman match"                                               |                                                                                           | 10:20 |
| 4                                                          | The New Age Outlaws (c) (Billy Gunn et Road Dogg) battent The Legion of Doom (Hawk et Animal) par disqualification                     | Tag team match pour le WWF Tag Team Championship               |                                                                                           | 10:32 |
| 5                                                          | Hunter Hearst Helmsley (avec Chyna) bat Sgt. Slaughter                                                                                 | "Boot Camp match"                                              |                                                                                           | 17:39 |
| 6                                                          | Jeff Jarrett bat The Undertaker par disqualification                                                                                   | Match simple                                                   |                                                                                           | 06:54 |
| 7                                                          | Steve Austin (c) bat The Rock | Match simple pour le WWF Intercontinental Championship         |                                                                                           | 05:28 |
| 8                                                          | Ken Shamrock bat Shawn Michaels (c) (avec Hunter Hearst Helmsley et Chyna) par disqualification                                        | Match simple pour le WWF Champioship                           | Shawn Michaels garde donc son titre.                                                      | 18:27 |
| (c) désigne le champion défendant son titre dans le match. | |                                                                |                                                                                           |       |

## No Way Out of Texas
15 février 1998 au Compaq Center de Houston au Texas.
| #                                                          | Résultats | Stipulations                                                     | Commentaires | Durée |
| ---------------------------------------------------------- | --- | ---------------------------------------------------------------- | --- | ----- |
| Saturday NIght Heat                                        | The Headbangers (Mosh et Thrasher) battent Goldust et Marc Mero | Tag team match                                                   | - Thrasher a effectué le tombé sur Mero. | 13:54 |
| 1                                                          | TAKA Michinoku (c) bat Pantera | Match simple pour le WWF Light Heavyweight Championship          | - Michinoku a effectué le tombé sur Pantera. | 10:11 |
| 2                                                          | The Godwinns (Henry et Phineas) battent The Quebecers (Jacques Rougeau et Pierre Ouellet)                                                                                         | Tag team match                                                   | - Phinneas a effectué le tombé sur Pierre. | 11:14 |
| 3                                                          | Bradshaw bat NWA North American Heavyweight Champion Jeff Jarrett (c) par disqualification                                                                                        | Match simple pour le NWA North American Heavyweight Championship | - Jarrett était disqualifié et donc il conservait le titre. | 08:59 |
| 4                                                          | Ken Shamrock, Ahmed Johnson et The Disciples of Apocalypse (Chainz, Skull, et 8-Ball) battent The Nation of Domination (The Rock, Farooq, D'Lo Brown, Kama Mustafa et Mark Henry) | 10-Man Tag Team Match                                            | - Shamrock a fait abandonner Rock sur le Ankle Lock. | 13:46 |
| 5                                                          | Kane bat Vader | Match simple                                                     | - Kane a effectué le tombé sur Vader après un Chokeslam et un Tombstone Piledriver.                                                                                                | 10:59 |
| 6                                                          | Steve Austin, Owen Hart, Cactus Jack et Chainsaw Charlie battent Triple H, Savio Vega et The New Age Outlaws (Billy Gunn et Road Dogg)                                            | match sans disqualifications                                     | - Austin a effectué le tombé sur Road Dogg après un Stone Cold Stunner. - Shawn Michaels devait participer au match mais était remplacé par Vega après s'être blessé le dos à Raw. | 17:41 |
| (c) désigne le champion défendant son titre dans le match. | |                                                                  | |       |

## Unforgiven
26 avril 1998 au Greensboro Coliseum de Greensboro en Caroline du Nord.
| #                                                          | Résultats | Stipulations                                           | Commentaires                                                                                           | Durée |
| ---------------------------------------------------------- | --- | ------------------------------------------------------ | --- | ----- |
| 1                                                          | Faarooq, Ken Shamrock et Steve Blackman battent The Nation of Domination (The Rock, D'Lo Brown et Mark Henry) (avec Kama)                            | 6-Man Tag Team Match                                   | - Faarooq a effectué le tombé sur Rock après un Dominator.                                             | 13:07 |
| 2                                                          | Triple H (c) (avec Chyna) bat Owen Hart | Match simple pour le WWF European Championship         | - Triple H a effectué le tombé sur Hart après que X-Pac l'a frappé avec un extincteur.                 | 12:38 |
| 3                                                          | The New Midnight Express (c) (Bodacious Bart et Bombastic Bob) (avec Jim Cornette) battent The Rock 'n' Roll Express (Ricky Morton et Robert Gibson) | Tag team match pour le NWA World Tag Team Championship | - Bart a fait le compte de trois sur Gibson après un Bulldog.                                          | 07:20 |
| 4                                                          | Luna Vachon (avec The Artist Formerly Known As Goldust) avec Sable                                                                                   | Evening Gown Match                                     | - Luna a retiré les vêtements de Sable quand celle-ci était distraite par Marc Mero.                   | 02:35 |
| 5                                                          | The New Age Outlaws (c) (Billy Gunn et Road Dogg) battent L.O.D. 2000 (Animal et Hawk) (avec Sunny)                                                  | Tag team match pour le WWF Tag Team Championship       | - Road Dogg a effectué le tombé sur Animal avec une German suplex pin.                                 | 12:13 |
| 6                                                          | The Undertaker bat Kane (avec Paul Bearer) | Inferno match                                          | - Il s'agit du tout premier Inferno match - Undertaker a remporté le match en brûlant le bras de Kane. | 15:57 |
| 7                                                          | WWF Champion Steve Austin (c) bat Dude Love | Match simple                                           | - Austin gagne le match avec un Stone cold Stunner ce qui lui permettait de conserver le titre.        | 18:52 |
| (c) désigne le champion défendant son titre dans le match. | |                                                        | |       |

## Over the Edge
31 mai 1998 au Wisconsin Center Arena de Milwaukee, Wisconsin.
| #                                                          | Résultats | Stipulations                                           | Durée |
| ---------------------------------------------------------- | --- | ------------------------------------------------------ | ----- |
| 1                                                          | L.O.D. 2000 (Hawk et Animal) (avec Sunny et Droz) battent D.O.A. (Skull et 8-Ball) (avec Chainz)                                                 | Tag team match                                         | 09:56 |
| 2                                                          | Jeff Jarrett (avec Tennessee Lee) avec Steve Blackman                                                                                            | Match simple                                           | 10:18 |
| 3                                                          | Marc Mero bat Sable | Match simple                                           | 00:21 |
| 4                                                          | Kaientai (Dick Togo, Men's Teioh, et Sho Funaki) battent TAKA Michinoku et Justin Bradshaw                                                       | match Handicap                                         | 09:54 |
| 5                                                          | The Rock (c) bat Faarooq | Match simple pour le WWF Intercontinental Championship | 05:02 |
| 6                                                          | Kane (avec Paul Bearer) bat Vader | Mask vs. Mask match                                    | 07:20 |
| 7                                                          | The Nation of Domination (Owen Hart, Kama Mustafa, et D'Lo Brown) battent D-Generation X (Triple H, Billy Gunn, et Road Dogg)                    | 6-Man Tag Team Match                                   | 18:33 |
| 8                                                          | "Stone Cold" Steve Austin (c) bat Dude Love (avec Vince McMahon en tant qu'arbitre spécial, avec Pat Patterson comme annonceur et Gerald Brisco) | Match simple pour le WWF Championship                  | 22:28 |
| (c) désigne le champion défendant son titre dans le match. | |                                                        |       |

## Fully Loaded
26 juillet 1998 au Selland Arena de Fresno en Californie.
| #                                                          | Résultats | Stipulations                                                           | Commentaires | Durée |
| ---------------------------------------------------------- | --- | ---------------------------------------------------------------------- | --- | ----- |
| Dark match                                                 | Val Venis bat Jeff Jarrett (avec Tennessee Lee)                                                                                | Match simple                                                           | - Venis a effectué le tombé sur Jarrett avec un roll-up. | 07:50 |
| 1                                                          | D'Lo Brown (avec The Godfather) bat X-Pac (avec Chyna)                                                                         | Match simple                                                           | - Brown a effectué le tombé sur X-Pac après un 'Lo Down. | 08:26 |
| 2                                                          | Faarooq et Scorpio battent Terry Funk et Justin Bradshaw                                                                       | Tag team match                                                         | - Scorpio a effectué le tombé sur Funk. | 06:51 |
| 3                                                          | Mark Henry bat Vader | Match simple                                                           | - Henry a effectué le tombé sur Vader après un Big Splash. | 05:03 |
| 4                                                          | Disciples of Apocalypse (8-Ball et Skull) (avec Paul Ellering) battent L.O.D. 2000 (Hawk et Animal)                            | Tag team match                                                         | - DOA l'emportait quand Animal subissait le compte de trois. | 08:50 |
| 5                                                          | Owen Hart bat Ken Shamrock (avec Dan Severn en tant qu'arbitre spécial)                                                        | Dungeon match                                                          | - Owen l'emportait quand Shamrock était KO. - Ce match était tourné dans le Dongeon des Hart quelques jours auparavant. | 04:53 |
| 6                                                          | WWF Intercontinental Champion The Rock (c) a combattu Triple H (avec Chyna) dans un match nul à la suite d'une limite de temps | Two Out of Three Falls match pour le WWE Intercontinental Championship | - Rock a effectué le tombé sur Triple H après un Rock Bottom (20:21) - Triple H a effectué le tombé sur Rock après que Chyna est intervenue et a porté un DDT (25:23) - La limite de temps a expiré juste après que Triple H a porté le Pedigree, Rock conservait le titre (30:00) | 30:00 |
| 7                                                          | Jacqueline bat Sable (avec Jerry Lawler en tant que Maître de cérémonie)                                                       | Bikini contest                                                         | - Sable à l'origine remportait le match, mais était plus tard disqualifiée pour ne pas avoir bien mis son bikini. | N/A   |
| 8                                                          | The Undertaker et Steve Austin battent Kane et Mankind (c)                                                                     | Tag team match pour le WWF Tag Team Championship                       | - Undertaker a effectué le tombé sur Kane après un Tombstone Piledriver. | 17:28 |
| (c) désigne le champion défendant son titre dans le match. | |                                                                        | |       |

## Breakdown
27 septembre 1998 au Copps Coliseum d'Hamilton, Ontario, Canada.
| #                                                          | Résultats | Stipulations                                 | Commentaires | Durée |
| ---------------------------------------------------------- | --- | -------------------------------------------- | --- | ----- |
| Sunday Night Heat match                                    | Golga bat Mosh | Match simple                                 | | 02:02 |
| Sunday Night Heat match                                    | The Hardy Boyz (Matt et Jeff) battent Kaientai (Men's Teioh et Funaki)                                                       | Tag team match                               | | 03:36 |
| Sunday Night Heat match                                    | 8-Ball bat Billy Gunn et Skull                                                                                               | Triple Threat match                          | | 03:20 |
| 1                                                          | Owen Hart bat Edge | Match simple                                 | | 09:16 |
| 2                                                          | Al Snow et Scorpio battent Too Much (Brian Christopher et Scott Taylor)                                                      | Tag team match                               | | 08:03 |
| 3                                                          | Marc Mero (avec Jacqueline) bat Droz                                                                                         | Match simple                                 | | 05:12 |
| 4                                                          | Justin Bradshaw bat Vader | Falls Count Anywhere match                   | | 07:56 |
| 5                                                          | D'Lo Brown bat Gangrel | Match simple                                 | | 07:46 |
| 6                                                          | The Rock bat Ken Shamrock et Mankind                                                                                         | Triple Threat Steel Cage match               | | 18:49 |
| 7                                                          | Val Venis (avec Terri Runnels) bat Dustin Runnels                                                                            | Match simple                                 | | 09:09 |
| 8                                                          | D-Generation X (Billy Gunn, Road Dogg, et X-Pac) battent Jeff Jarrett et Southern Justice (Mark Canterbury et Dennis Knight) | 6-Man Tag Team Match                         | | 11:17 |
| 9                                                          | The Undertaker et Kane battent Steve Austin                                                                                  | Triple Threat match pour le WWF Championship | - Undertaker et Kane ont simultanément réalisés le tombé sur Austin, le titre était par la suite déclaré vacant. | 22:18 |
| (c) désigne le champion défendant son titre dans le match. | |                                              | |       |

## Judgment Day
18 octobre 1998 au Rosemont Horizon de Chicago dans l'Illinois.
| #                                                          | Résultats | Stipulations                                                               | Commentaires | Durée |
| ---------------------------------------------------------- | --- | -------------------------------------------------------------------------- | --- | ----- |
| Sunday Night Heat match                                    | Steve Blackman bat Justin Bradshaw | Match simple                                                               | - Blackman a effectué le tombé sur Bradshaw après un Pump Kick.                                                                                          | 02:58 |
| Sunday Night Heat match                                    | The Oddities (Giant Silva, Kurrgan et Golga) battent Los Boricuas (Jose Estrada, Miguel Perez, Jr. et Jesus Castillo)                    | 6-Man Tag Team Match                                                       | - Golga a effectué le tombé sur Castillo après un Avalanche Splash                                                                                       | 02:31 |
| Sunday Night Heat match                                    | The Godfather bat Faarooq | Match simple                                                               | - Godfather a effectué le tombé sur Faarooq après un Thrust Kick.                                                                                        | 01:54 |
| Sunday Night Heat match                                    | Lita bat Stephanie McMahon Helmsley | Match simple pour être la challenger no 1 pour le WWF Women's Championship | - Stacy est au commentaire et Lita gagne après un Twist of Fate.                                                                                         | N/A   |
| Sunday Night Heat match                                    | Scorpio bat Jeff Jarrett | Match simple                                                               | - Scorpio a effectué le tombé sur Jarrett après un Roll-up.                                                                                              | 03:41 |
| 1                                                          | Al Snow (avec Head) bat Marc Mero (avec Jacqueline)                                                                                      | Match simple                                                               | - Snow a effectué le tombé sur Mero après un Snow Plow.                                                                                                  | 07:13 |
| 2                                                          | L.O.D. 2000 (Hawk, Animal et Droz) battent Disciples of Apocalypse (8-Ball, Skull et Paul Ellering)                                      | 6-Man Tag Team Match                                                       | - Droz a effectué le tombé sur 8-Ball après le Doomsday Device.                                                                                          | 05:55 |
| 3                                                          | Christian (avec Gangrel) bat TAKA Michinoku (c) (avec Yamaguchi-san)                                                                     | Match simple pour le WWF Light Heavyweight Championship                    | - Christian a effectué le tombé sur Michinoku avec un Cradle.                                                                                            | 08:34 |
| 4                                                          | Goldust bat Val Venis (avec Terri Runnels)                                                                                               | Match simple                                                               | - Goldust a effectué le tombé sur Val après le Shattered Dreams.                                                                                         | 12:07 |
| 5                                                          | X-Pac bat D'Lo Brown (c) | Match simple pour le WWF European Championship                             | - X-Pac a effectué le tombé sur Brown après un X-Factor.                                                                                                 | 14:37 |
| 6                                                          | The Headbangers (Mosh et Thrasher) battent WWF Tag Team Champions The New Age Outlaws (c) (Road Dogg et Billy Gunn) par disqualification | Tag team match pour le WWF Tag Team Championship                           | - NAO est disqualifié, NAO conserve les titres. | 14:01 |
| 7                                                          | Ken Shamrock (c) bat Mankind | Match simple pour le WWF Intercontinental Championship                     | - Shamrock battait Mankind par KO quand Mankind se portait le Mandible claw sur lui-même.                                                                | 14:36 |
| 8                                                          | The Undertaker contre Kane (avec "Stone Cold" Steve Austin en tant qu'arbitre spécial)                                                   | Match simple                                                               | - Austin s'en prend aux deux hommes et se déclare vainqueur du vacant WWF Championship. Résultat, Austin est viré (kayfabe) de la WWF par Vince McMahon. | 17:41 |
| (c) désigne le champion défendant son titre dans le match. | |                                                                            | |       |

## Rock Bottom
13 décembre 1998 au General Motors Place de Vancouver en Colombie-Britannique au Canada.
| #                                                          | Résultats                                                                                         | Stipulations                                            | Durée |
| ---------------------------------------------------------- | ------------------------------------------------------------------------------------------------- | ------------------------------------------------------- | ----- |
| Sunday Night Heat match                                    | Duane Gill (c) bat Matt Hardy                                                                     | Match simple pour le WWF Light Heavyweight Championship | 01:02 |
| Sunday Night Heat match                                    | Kevin Quinn bat Brian Christopher                                                                 | Match simple                                            | 02:23 |
| Sunday Night Heat match                                    | Triple H bat Droz                                                                                 | Match simple                                            | 01:37 |
| Sunday Night Heat match                                    | The New Age Outlaws (Road Dogg et Billy Gunn) battent The Acolytes (Faarooq et Bradshaw)          | Tag team match                                          | 02:00 |
| 1                                                          | Mark Henry et D'Lo Brown (avec Terri Runnels et Jacqueline) battent The Godfather et Val Venis    | Tag team match                                          | 05:54 |
| 2                                                          | The Headbangers (Mosh et Thrasher) battent The Oddities (Kurrgan et Golga)                        | Tag team match                                          | 06:29 |
| 3                                                          | Steve Blackman bat Owen Hart par décompte à l'extérieur                                           | Match simple                                            | 10:26 |
| 4                                                          | The Brood (Edge, Christian, et Gangrel) battent The J.O.B. Squad (Al Snow, Scorpio, et Bob Holly) | 6-Man Tag Team Match                                    | 09:08 |
| 5                                                          | Goldust bat Jeff Jarrett (avec Debra) par disqualification                                        | Match simple                                            | 08:06 |
| 6                                                          | The New Age Outlaws (c) (Road Dogg et Billy Gunn) battent The Big Boss Man et Ken Shamrock        | Tag team match pour le WWF Tag Team Championship        | 16:10 |
| 7                                                          | Mankind bat The Rock (WWF Champion)                                                               | Match simple                                            | 13:35 |
| 8                                                          | Steve Austin bat The Undertaker                                                                   | Buried Alive match                                      | 21:33 |
| (c) désigne le champion défendant son titre dans le match. |                                                                                                   |                                                         |       |

## St. Valentine's Day Massacre
14 février 1999 au The Pyramid de Memphis au Tennessee.
| #                                                          | Résultats                                                                                        | Stipulations                                           | Durée |
| ---------------------------------------------------------- | ------------------------------------------------------------------------------------------------ | ------------------------------------------------------ | ----- |
| Sunday Night Heat match                                    | Too Much (Brian Christopher et Scott Taylor) battent The Hardy Boyz (Matt et Jeff)               | Tag team match                                         | N/A   |
| Sunday Night Heat match                                    | Viscera bat Test par disqualification                                                            | Match simple                                           | 02:20 |
| Sunday Night Heat match                                    | Billy Gunn vs Tiger Ali Singh                                                                    | Match simple                                           | 00:40 |
| 1                                                          | Goldust bat Bluedust                                                                             | Match simple                                           | 03:07 |
| 2                                                          | Bob Holly bat Al Snow                                                                            | Match simple pour le vacant WWF Hardcore Championship  | 10:02 |
| 3                                                          | The Big Boss Man bat Mideon                                                                      | Match simple                                           | 06:20 |
| 4                                                          | Owen Hart et Jeff Jarrett (c) (avec Debra) battent Mark Henry et D'Lo Brown (avec Ivory)         | Tag team match pour le WWF Tag Team Championship       | 09:34 |
| 5                                                          | Val Venis (avec Ryan Shamrock) bat Ken Shamrock (c) (avec Billy Gunn en tant qu'arbitre spécial) | Match simple pour le WWF Intercontinental Championship | 15:52 |
| 6                                                          | Kane et Chyna battent Triple H et X-Pac                                                          | Match simple                                           | 14:45 |
| 7                                                          | WWF Champion Mankind vs The Rock (double KO)                                                     | Last Man Standing match                                | 21:54 |
| 8                                                          | Steve Austin bat Vince McMahon                                                                   | Steel cage match                                       | 07:52 |
| (c) désigne le champion défendant son titre dans le match. |                                                                                                  |                                                        |       |

## Backlash
25 avril 1999 au Providence Civic Center de Providence, Rhode Island.
| #                                                          | Résultats                                                                                             | Stipulations                                                                          | Commentaires | Durée |
| ---------------------------------------------------------- | --- | ------------------------------------------------------------------------------------- | --- | ----- |
| Sunday Night Heat match                                    | Val Venis et Nicole Bass battent D'Lo Brown et Ivory                                                  | Tag team match                                                                        | - Bass a effectué le tombé sur Ivory. | 01:43 |
| Sunday Night Heat match                                    | Droz et Prince Albert battent Too Much (Brian Christopher et Scott Taylor)                            | Tag team match                                                                        | - Albert a effectué le tombé sur Taylor. | 01:09 |
| Sunday Night Heat match                                    | Kane bat The Big Boss Man                                                                             | Match simple                                                                          | - Kane a effectué le tombé sur le Boss Man. | 02:45 |
| Sunday Night Heat match                                    | Viscera bat Test                                                                                      | Match simple                                                                          | - Viscera a effectué le tombé sur Test. | 02:09 |
| 1                                                          | The Ministry of Darkness (Bradshaw, Faarooq et Mideon) battent The Brood (Edge, Christian et Gangrel) | 6-Man Tag Team Match                                                                  | - Bradshaw a effectué le tombé sur Christian après une Clothesline From Hell à la suite d'une intervention de Viscera.                                           | 11:38 |
| 2                                                          | Al Snow (avec Head) bat Hardcore Holly (c)                                                            | Match simple pour le WWF Hardcore Championship                                        | - Snow a effectué le tombé sur Holly après l'avoir frappé avec Head.                                                                                             | 15:27 |
| 3                                                          | The Godfather (c) bat Goldust                                                                         | Match simple pour le WWF Intercontinental Championship                                | - Godfather a effectué le tombé sur Goldust après un Pimp Drop.                                                                                                  | 05:21 |
| 4                                                          | The New Age Outlaws (Road Dogg et Billy Gunn) battent Jeff Jarrett et Owen Hart (avec Debra)          | Tag team match                                                                        | - Road Dogg a effectué le tombé sur Hart après un Fameasser de Gunn pour décrocher un match pour les Titres par équipe de la WWF dans le WWF SmackDown! special. | 10:33 |
| 5                                                          | Mankind bat The Big Show                                                                              | Boiler Room Brawl                                                                     | - Après le match Big Show sauvait Mankind d'une attaque de Test et du Big Boss Man.                                                                              | 07:40 |
| 6                                                          | Triple H (avec Chyna) bat X-Pac                                                                       | Match simple                                                                          | - Triple H a effectué le tombé sur X-Pac après avoir porté un Pedigree.                                                                                          | 19:19 |
| 7                                                          | The Undertaker (avec Paul Bearer) bat Ken Shamrock                                                    | Match simple                                                                          | - Undertaker a effectué le tombé sur Shamrock après un Piledriver                                                                                                | 18:50 |
| 8                                                          | Steve Austin (c) bat The Rock                                                                         | Match simple pour le WWF Championship (avec Shane McMahon en tant qu'arbitre spécial) | - Austin a effectué le tombé sur Rock après un Stone Cold Stunner.                                                                                               | 17:07 |
| (c) désigne le champion défendant son titre dans le match. | |                                                                                       | |       |